# Tomasz Lipiec
Tomasz Wojciech Lipiec (Varsóvia, 10 de maio de 1971) é um ex-atleta polaco e antigo ministro dos Desportos do seu país. Na modalidade de 50 quilómetros marcha, foi por duas vezes medalhado na Taça do Mundo de Marcha Atlética. Esteve presente, na mesma modalidade, nos Campeonatos Mundiais de Atenas 1997 (5º lugar) e nos de Edmonton 2001 (9º lugar).